# لبروزة (لغنيميين)
لبروزة هي إحدى مشيخات المملكة المغربية، تتبع جغرافيا لإقليم برشيد وإداريًا للغنيميين. يقدر عدد سكانها بـ 7069 نسمة حسب الإحصاء الرسمي للسكان والسكنى لسنة 2004.